# 유수광 (전한)
유수광(劉壽光, ? ~ 기원전 56년)은 전한 후기의 제후로, 장사정왕의 증손이다.

## 생애
아버지 유자당의 뒤를 이어 안성후(安成侯)에 봉해졌다.
오봉 2년(기원전 56년), 누이와 간음한 죄로 하옥되어 죽었다.

## 출전
- 반고, 《한서》 권15상 왕자후표 上